# Елеконд
ВАТ «Елеко́нд» — промислова компанія з виробництва та розробки алюмінієвих, танталових і ніобієвих конденсаторів для різноманітних галузей промисловості. Знаходиться в місті Сарапул Удмуртської республіки, Росія. Підприємство є одним з основних виробників та постачальників конденсаторів на російський ринок та в країни СНД.

## Історія
22 січня 1963 року Рада міністрів СРСР видала постанову № 121 про будівництво в місті Сарапул заводу з випуску електролітичних конденсаторів. В січні 1968 року завод був запущений, в травні 1969 року була випущена перша партія малих конденсаторів К50-3, з липня почали випускати їх у більшому діаметрі. В 1970-х роках в міста Можга та Камбарка були створені філіали, які надалі стали окремими підприємствами. В 1973 році на підприємстві була впроваджена технологія виготовлення оксидно-напівпровідникових конденсаторів. Для забезпечення виконання виробничих планів та розвитку технічного прогресу в 1975 році при заводі було створено конструкторське бюро, яке виконало низку робіт по впровадженню прогресивних технологій формовки фольги, піролізу, тренуванню оксидно-напівпровідникових конденсаторів, а також розроблено нові типи конденсаторів. З середини 1990-х років почали випускатись конденсатори алюмінієві фольгові оксидно-електролітичні, ніобієві оксидно-напівпровідникові, танталові рідкуваті електролітичні, танталові оксидно-напівпровідникові.
Серед споживачів цієї продукції (а їх понад 1600) підприємства наступних галузей промисловості:
- радіоелектроніка
- приладобудування
- засоби зв'язку
- авіація;

які представляють всі регіони Росії, країни СНД та Балтії.
В лютому 1993 року підприємство стало акціонерним товариством. Система менеджменту якості пройшла шлях вдосконалення від КСУКП до сертифікації відповідно МС ISO серії 9000. З лютого 2007 року СМК сертифікована відповідно ГОСТ Р 51814.1-2004 (ISO/ТУ 16949:2002)
За час існування підприємством було збудовано 27 багатоповерхових будинків, 3 дитячих садки, БК «Електрон», туристична база та поліклініка.

## Продукція
- конденсатори алюмінієві електролітичні
- конденсатори танталові електролітичні об'ємно-пористі
- конденсатори танталові оксидно-напівпровідникові
- конденсатори ніобієві оксидно-напівровідникові

Окрім основної продукції, з початку 1990-х років підприємство випускає товари народного споживання:
- електроспалах «Електроніка» для фотографів
- електромузичних дзвінок
- дитячі іграшки
- електричні прилади
- світлотехніка до автомобілів